# Corallo (sous-marin)
Le Corallo (en français : Corail) est un sous-marin de la classe Perla (sous-classe de la Serie 600, en service dans la Regia Marina lancé au milieu des années 1930 et ayant servi pendant la Seconde Guerre mondiale.

## Caractéristiques
Les sous-marins de la classe Perla sont des sous-marins de petite croisière dérivés de la série Sirena, pour lesquels ils subissent une légère augmentation du déplacement et de la distance parcourue grâce aux améliorations et à l'installation de nouveaux équipements de climatisation ; des équipements plus modernes sont également installés à bord, notamment un radiogoniomètre pouvant être contrôlé depuis l’intérieur du navire. Entre les sous-marins construits à Monfalcone et ceux construites à La Spezia, il y a des différences extérieures, surtout à l'extrémité du massif.
Leur déplacement à pleine charge prévu était de 695 tonnes en surface et de 855 tonnes en immersion, mais variait quelque peu selon le sous-marin et le constructeur. Les sous-marins avaient une longueur de 60,20 m, une largeur de 6,4 m et un tirant d'eau de 4,6 m à 4,70 m.
Pour la navigation en surface, les sous-marins étaient propulsés par deux moteurs diesel Fiat, chacun entraînant un arbre porte-hélice d'une puissance totale de 675-750 ch (503-559 kW). En immersion, chaque hélice était entraînée par un moteur électrique CRDA de 400 ch (298 kW). Ces moteurs électriques étaient alimentés par une batterie d'accumulateurs au plomb composée de 104 éléments. Ils pouvaient atteindre 14 noeuds (26 km/h) en surface et 7,5 noeuds (13,9 km/h) sous l'eau. En surface, la classe Perla avait une autonomie de 5 200 milles nautiques (9 600 km) à 8 noeuds (15 km/h), en immersion, elle avait une autonomie de 74 milles nautiques (137 km) à 4 noeuds (7,4 km/h).
Les sous-marins étaient armés de six tubes lance-torpilles internes de 53,3 cm (21,0 in), quatre à l'avant et deux à l'arrière. Une torpille de rechargement était transportée pour chaque tube, pour un total de douze. Ils étaient également armés d'un canon de pont de canon OTO de 100 mm (4 pouces) pour le combat en surface. L'armement antiaérien léger consistait en une ou deux paires de mitrailleuses Breda Model 1931 de 13,2 mm (0,52 in).

## Construction et mise en service
Le Corallo est construit par le chantier naval Cantieri Riuniti dell'Adriatico (CRDA) de Monfalcone en Italie, et mis sur cale le 1er octobre 1935. Il est lancé le 2 août 1936 et est achevé et mis en service le 26 septembre 1936. Il est commissionné le même jour dans la Regia Marina.

## Historique
Une fois en service, le Corallo est affecté au XXXIVe Escadron de sous-marins à Messine.
Il est employé dans l'Adriatique et dans le Dodécanèse, menant des activités de formation intenses.
Le 15 octobre 1938, il est détaché à l'École de commandement de la flottille, tandis que l'année suivante, il stationne à Cagliari, au sein du VIIe groupe de sous-marins (72e escadron): telle est sa situation au début de la Seconde Guerre mondiale,,.
A l'entrée en guerre de l'Italie, il est en maintenance à Monfalcone. Il ne revient en service que vers la fin du mois d'août 1940.
Le 3 septembre, il est envoyé - sous le commandement du capitaine de corvette Loris Albanese - en mission offensive à une soixantaine de milles nautiques (111 km) au sud de la Crète. Le 17 septembre, vers 18 heures, il aperçoit le porte-avions HMS Illustrious (R87), le cuirassé HMS Valiant et cinq destroyers d'escorte (cette escadrille navigue vers Alexandrie). A 18h30, le Corallo tire deux torpilles sur le Illustrious depuis une distance de 1 500 mètres, puis plonge à 80 mètres de profondeur et entend deux violentes explosions, mais aucun dommage n'a jamais été confirmé,,. La réaction britannique - bombardement avec des grenades sous-marines pendant trois heures - a causé plusieurs dégâts et une victime (le chef torpilleur Angelo Bianchi, peut-être tombé à cause des mouvements du sous-marin ballotté par les explosions) au Corallo. Lorsque le sous-marin remonte à la surface, le lieutenant de vaisseau (tenente di vascello) Alfredo Gatti, commandant en second, ne réussit pas à réguler la pression à l'ouverture d'une écoutille et est éjecté par la pression, disparaissant dans la mer,,.
En novembre, il est envoyé, avec quatre autres sous-marins, à environ 90 millesnautiques (166 km) au sud/sud-est de Malte, pour contrer l'opération britannique "Coat" (avec divers objectifs, dont l'envoi de navires de guerre de Gibraltar à Alexandrie, le convoi vers Malte et la Grèce, l'attaque aéroportée contre Tarente et l'attaque de convois italiens dans le Bas Adriatique) ; cependant, il revient sans avoir vu de navires ennemis,.
En janvier 1941, il doit interrompre une mission qu'il venait de commencer en raison d'une panne.
Le mois suivant, il est envoyé au nord du cap Bougaroni, mais il est de nouveau contraint de revenir en raison de problèmes de moteur.
En avril, envoyé au sud de la côte sarde, il est une fois de plus contraint de rentrer plus tôt en raison du mauvais temps.
Il effectue ensuite d'autres missions offensives en mai, juin, juillet, octobre et novembre, respectivement à une cinquantaine de milles nautiques (92 km) à l'ouest de La Galite, sur le méridien 8° Est (dans cette mission, le 14 juin, quatorze avions ont été aperçus), au sud-ouest de la Sardaigne, au large du cap Zebib et près de Malte (alors le long des côtes d'Algérie et de Tunisie). Toutes ces missions se sont déroulées sans problème, mais aussi sans résultat.
En janvier 1942, il est envoyé en mission offensive entre Malte et le Cap Passero, et en mars, il est de nouveau en embuscade dans les eaux maltaises.
En avril, le Corallo (dont le commandement est passé au lieutenant de vaisseau Gino Andreani) est envoyé dans les eaux du Cap Bon et le 28 avril, à 4h10 du matin, il arrête deux bateaux à moteur tunisiens naviguant au large de Bona, la goélette Dar es Salaam (138 tonneaux de jauge brute ou tjb) et le chebek Tunis (41 tjb) et, comme les deux unités ne sont pas autorisées à naviguer (appartenant à la France de Vichy, ces bateaux auraient besoin d'un permis pour naviguer), il les coule par tir d'artillerie au point géographique de 37° 01′ N, 11° 09′ E, en prenant à bord leurs équipages,,.
En mai, il est en mission à l'est de La Galite. Le 7 juin, l'événement du 28 avril se répète: dans la matinée, le Corallo intercepte le navire Hady M'Hamed (26 tjb) dans les eaux tunisiennes et, croyant qu'il transporte du matériel pour le compte des Alliés, il fait abandonner l'équipage de 6 hommes (qu'il embarque) et le coule à coups de canon,. Il se déplace ensuite au nord-ouest d'Alger.
Vers le milieu du mois, le lieutenant de vaisseau Guido Guidi prend le commandement du sous-marin A la même période, le Corallo est envoyé - avec quatre autres sous-marins, dont son navire-jumeau (sister ship) Onice - en embuscade entre Malte, Pantelleria et Lampedusa en opposition au convoi britannique "Harpoon", lors de la bataille de la mi-juin. Cependant le sous-marin ne voit pas les unités ennemies.
En octobre, le sous-marin opère au sud des îles Baléares, et le mois suivant au large de Bizerte, effectuant également une pénétration infructueuse dans le port de Philippeville.
Le 10 décembre 1942, il quitte Cagliari et se dirige vers son propre secteur d'opérations, entre Bizerte et Bona, mais il ne donne aucune nouvelle de lui: les appels radio inutiles se poursuivent jusqu'au 23 décembre.
Ce n'est qu'après la guerre que l'on connaît le sort du sous-marin. Dans la nuit du 13 décembre, il est repéré par quatre frégates britanniques à environ quatorze milles de Bougie (selon les ordres, il devait essayer d'attaquer d'éventuelles unités navales présentes dans la rade de ce port). La suite est assez controversée. Selon certaines sources, les unités britanniques ont frappé le Corallo avec de l'artillerie alors qu'il tentait de s'immerger, selon d'autres elles l'ont forcé à faire surface en l'endommageant avec des grenades sous-marines,. En tout cas, à la fin de la bataille, le Corallo a été éperonné par la frégate HMS Enchantress (L56) (qui à son tour a été gravement endommagée) et a coulé avec tout l'équipage, à la position géographique de 36° 58′ N, 5° 07′ E,.
Le commandant Guidi, cinq autres officiers et 43 sous-officiers et marins ont perdu la vie.
Pendant toute la guerre, le sous-marin a effectué 23 missions offensives-exploratoires et 25 missions de transfert, pour un total de 21 131 milles nautiques (39 134 km) en surface et 2 587 milles nautiques (4 791 km) sous l'eau.